# Roches de Penmarc'h
Roches de Penmarc'h este o arie protejată (arie de protecție specială avifaunistică — SPA) din Franța întinsă pe o suprafață de 45.728 ha, integral marine.

## Localizare
Centrul sitului Roches de Penmarc'h este situat la coordonatele 47°45′00″N 4°20′00″W / 47.75°N 4.33333°V.

## Înființare
Situl Roches de Penmarc'h a fost declarat arie de protecție specială avifaunistică în baza directivei 79/409 din 1979 referitoare la conservarea păsărilor sălbatice pentru a proteja 44 de specii de animale.

## Biodiversitate
Situată în ecoregiunea atlantică, aria protejată nu include niciun habitat protejat.
La baza desemnării sitului se află mai multe specii protejate de  păsări (44): alca (Alca torda), pietruș (Arenaria interpres), Calidris alba, fugaci de țărm (Calidris alpina), Calidris maritima, Calonectris diomedea, prundaș gulerat mare (Charadrius hiaticula), egretă mică (Egretta garzetta), Fulmarus glacialis, cufundar polar (Gavia arctica), cufundar mare (Gavia immer), cufundar mic (Gavia stellata), scoicar (Haematopus ostralegus), Hydrobates pelagicus, Larus argentatus, pescăruș negricios (Larus fuscus), Larus marinus, pescăruș-cu-cap-negru (Larus melanocephalus), pescăruș mic (Larus minutus), rață neagră (Melanitta nigra), Mergus serrator, sula bassana (Morus bassanus), Oceanodroma leucorhoa, viespar (Pernis apivorus), Phalacrocorax aristotelis, cormoran mare (Phalacrocorax carbo), ploier argintiu (Pluvialis squatarola), corcodel-urechiat (Podiceps auritus), corcodel mare (Podiceps cristatus), corcodel-cu-gât-negru (Podiceps nigricollis), Puffinus gravis, Puffinus griseus, Puffinus puffinus, Puffinus puffinus mauretanicus, Rissa tridactyla, lup de mare mic (Stercorarius parasiticus), Stercorarius pomarinus, chiră de baltă (Sterna hirundo), chiră de mare (Sterna sandvicensis), silvie de tufiș (Sylvia undata), corcodel mic (Tachybaptus ruficollis), fluierar cu picioare verzi (Tringa nebularia), fluierarul cu picioare roșii (Tringa totanus), Uria aalge.